# Fondo para la Estabilización de los Ingresos Presupuestarios
Der Fondo para la Estabilización de los Ingresos Presupuestarios (FEIP) (englisch:  Budgetary Income Stabilization Fund) ist einer der Staatsfonds von Mexiko.
Zusammen mit dem Fondo Mexicano del Petróleo para la Estabilización y el Desarrollo verwaltete der Fonds Ende 2024 4,7 Milliarden USD an Vermögen.

## Geschichte
Der FEIP wurde im April 2001 mit dem SHCP (Ministry of Finance and Public Credit) als alleinigem Treuhänder und der NAFIN als Treuhänderin gegründet, um die Auswirkungen von Korrekturen der öffentlichen Einnahmen infolge abrupter Schwankungen der internationalen Ölpreise auf die öffentlichen Finanzen zu verringern (ASF 2020a).
Der FEIP erhält Zuwendungen aus verschiedenen Quellen, darunter den Betriebsüberschuss der mexikanischen Zentralbank (Banxico), Überweisungen des mexikanischen Ölfonds (FMP), überschüssige Mittel aus Haushaltseinnahmen, Risikomanagement-Abdeckung und finanzielle Erträge aus Investitionen, so das Zentrum für Wirtschafts- und Haushaltsforschung (CIEP).
Im August 2014 wurde eine Reform des LFPRH und des Allgemeinen Staatsschuldengesetzes veröffentlicht, die die Bedingungen für die Genehmigung zusätzlicher Ausgaben über die im PEF genehmigten Ausgaben hinaus festlegte. Diese Ausgaben wurden den Überschüssen aus den im LIF genehmigten Einnahmen oder den Überschüssen der eigenen Einnahmen der Unternehmen zugerechnet (ASF 2020a). Das bedeutet, dass 65 % des im LIF vorgesehenen Überschusses (nach Abzug der Abschnitte I, II und III von Artikel 19 und der in Artikel 21 genannten Verrechnungen zwischen den Einnahmepositionen) der FEIP zugewiesen wurden, um eine Rücklage zu bilden, die einen Rückgang der Einnahmen des Bundes oder des RFP ausgleichen würde.
Im Oktober 2014 wurde der Oil Revenue Stabilization Fund in Budget Revenue Stabilization Fund umbenannt. Artikel 21bis, Abschnitt II des LFPRH besagt, dass der Zweck des Fonds darin besteht, die Auswirkungen auf die öffentlichen Finanzen und die Wirtschaft zu mildern, wenn die Einnahmen der Bundesregierung im Vergleich zu den im LIF geschätzten Zahlen sinken, und so die im PEF prognostizierten Ausgaben zu decken.
Der Fonds (FEIP) verzeichnete im Jahr 2023 einen Saldo von 40,52 Milliarden MX$. Dies entsprach einem jährlichen realen Rückgang von 88,8 % gegenüber 2018, als er noch 279,77 Milliarden MX$ betrug, wie aus Daten des Ministeriums für Finanzen und öffentliche Kredite (SHCP) hervorging.
Die Erschöpfung des FEIP beschleunigte sich unter der aktuellen Regierung, insbesondere im Jahr 2020, als die COVID-19-Pandemie globale und nationale Wirtschaftskrisen auslöste. Ende 2020 belief sich der FEIP-Saldo auf 9,49 Milliarden MX$, was einem jährlichen realen Rückgang von 94 % entsprach.
2025 ließ die Banxico das erste Mal seit 2016 dem SHCP und damit indirekt dem FEIP wieder einen Überschuss zukommen.

## Besonderheiten
Mexikos FEIP hält weiterhin den weltweit größten staatlichen Öl-Hedge und schützt die Staatskonten vor Ölpreisverfällen.

## Mitgliedschaften
Er ist Mitglied im International Forum of Sovereign Wealth Funds (IFSWF) und hat sich damit verbunden auch den Santiago-Prinzipien für angemessenes Handeln und ordentlicher Geschäftstätigkeit verschrieben.